# Montescot
Montescot település Franciaországban, Pyrénées-Orientales megyében. Lakosainak száma 1595 fő (2022. január 1.). Montescot Villeneuve-de-la-Raho, Corneilla-del-Vercol, Elne, Bages és Pollestres községekkel határos.

## Földrajz

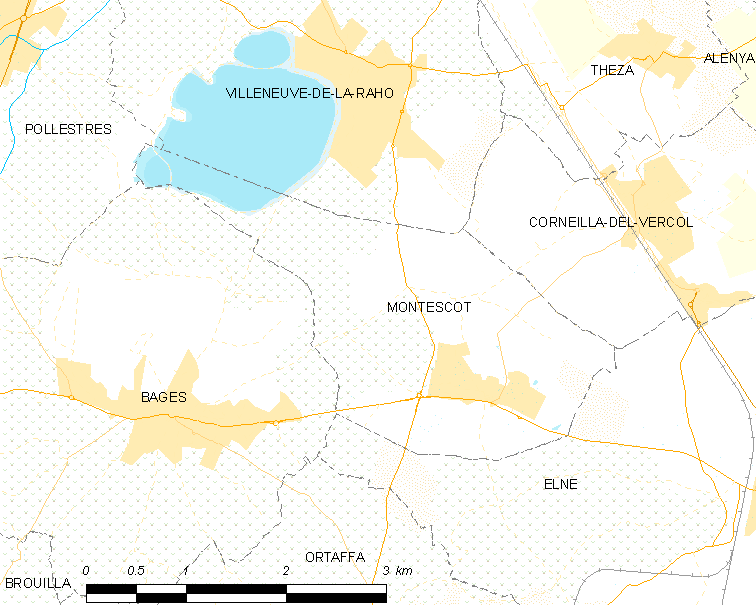
Montescot és környéke

## Népesség
A település népességének változása:
| Lakosok száma | 1734 | 1752 | 1776 | 1712 | 1680 | 1647 | 1630 | 1612 | 1595 |
|               | 2013 | 2015 | 2016 | 2017 | 2018 | 2019 | 2020 | 2021 | 2022 |